# Anklage (Roman)
Anklage (Originaltitel: Gray Mountain) ist ein Roman des US-amerikanischen Autors John Grisham aus dem Jahr 2014.

## Handlung
Samantha Kofer arbeitet in New York als Rechtsanwältin bei der größten Anwaltskanzlei der Welt. Ihre Arbeit bereitet ihr wenig Freude und wenig Erfüllung. Nach der Pleite von Lehman Brothers im September 2008 kommt es überall zu Massenentlassungen von Anwälten. Samantha wird unter der Voraussetzung, dass sie für ein Jahr kostenlos als Anwältin für eine gemeinnützige Organisation ihrer Wahl arbeitet, beurlaubt. Anschließend wird ihr eine Rückkehr in Aussicht gestellt. Nach längerer Suche findet Samantha eine Stelle bei der gemeinnützigen Rechtsanwaltskanzlei Mountain Law Clinic im 2000-Seelen-Ort Brady. Statt reiche Mandanten vertritt sie nun arme, benachteiligte Menschen.
Bei ihrem ersten Besuch in Brady lernt sie Rechtsanwalt Donovan kennen, der ihr von Bergbau und Umweltverschmutzung berichtet, sowie Mattie Wyatte, die Chefin der Mountain Law Clinic. Mattie erzählt ihr die Geschichte von Donovan: Sein Vater erbte ein Grundstück, das er an ein Kohleunternehmen verpachtete. Das Unternehmen bezahlte jedoch die Pacht nicht, eine durch den Kohleabbau ausgelöste Schlammlawine reißt das Haus der Familie weg. Aus Verzweiflung tötet sich die Mutter von Donovan, Donovan wächst deshalb bei Mattie auf. Später als Rechtsanwalt widmet Donovan sein Leben dem Kampf gegen die Kohleunternehmen.
Samantha nimmt ihre Arbeit bei der Mountain Law Clinic auf und Donovan zeigt ihr bei Wanderungen und Rundflügen die durch die Kohleunternehmen verursachte Umweltverschmutzung. Ein Jobangebot von Donovan lehnt Samantha ab, sie setzt ihre Arbeit in der Mountain Law Clinic fort und lernt Buddy Ryzer kennen, einen Bergarbeiter mit Staublunge, der Samantha um Hilfe bei einer Klage gegen seinen Arbeitgeber bittet.
Donovan reicht bei Gericht Klage gegen Krull Mining ein, da das Unternehmen seit 15 Jahren wissentlich das Grundwasser verseucht. Zuvor hat Donovan brisante Dokumente von Krull Mining gestohlen, die seine Klage stützen. Außerdem verklagt er den Arbeitgeber von Buddy Ryzer, da der Arbeitgeber medizinische Unterlagen verschwinden lassen hat, um Buddy Ryzer um Rente und Schmerzensgeld zu betrügen. Am 24. November 2008 stirbt Donovan unter ungeklärten Umständen bei einem Flugzeugabsturz, die eingereichten Klagen stehen deshalb vor dem Aus. Jeff, der Bruder von Donovan, hat die gestohlenen Krull Mining Dokumente in einer Höhle auf dem Familiengrundstück versteckt. Weil Jeff und Samantha die Klage gegen Krull Mining weiterführen wollen, werden sie beschattet und bedroht, Samantha überlegt deshalb nach New York zurückzukehren. Außerdem erhält sie ein hochdotiertes Jobangebot als Rechtsanwältin in New York. Nachdem sich Buddy Ryzer aus Verzweiflung erschießt, holt Jeff die gestohlenen Krull Mining Dokumente aus dem Versteck, dabei kommt es zu einer Schießerei mit Verfolgern, die offensichtlich für Krull Mining arbeiten. Die Dokumente werden in Sicherheit gebracht und einem Richter übergeben. Samantha lehnt das hochdotierte Jobangebot aus New York ab und bleibt in Brady, um dort zukünftig als fest angestellte, aber schlecht bezahlte Rechtsanwältin bei der Mountain Law Clinic zu arbeiten.